# Camp H. M. Smith

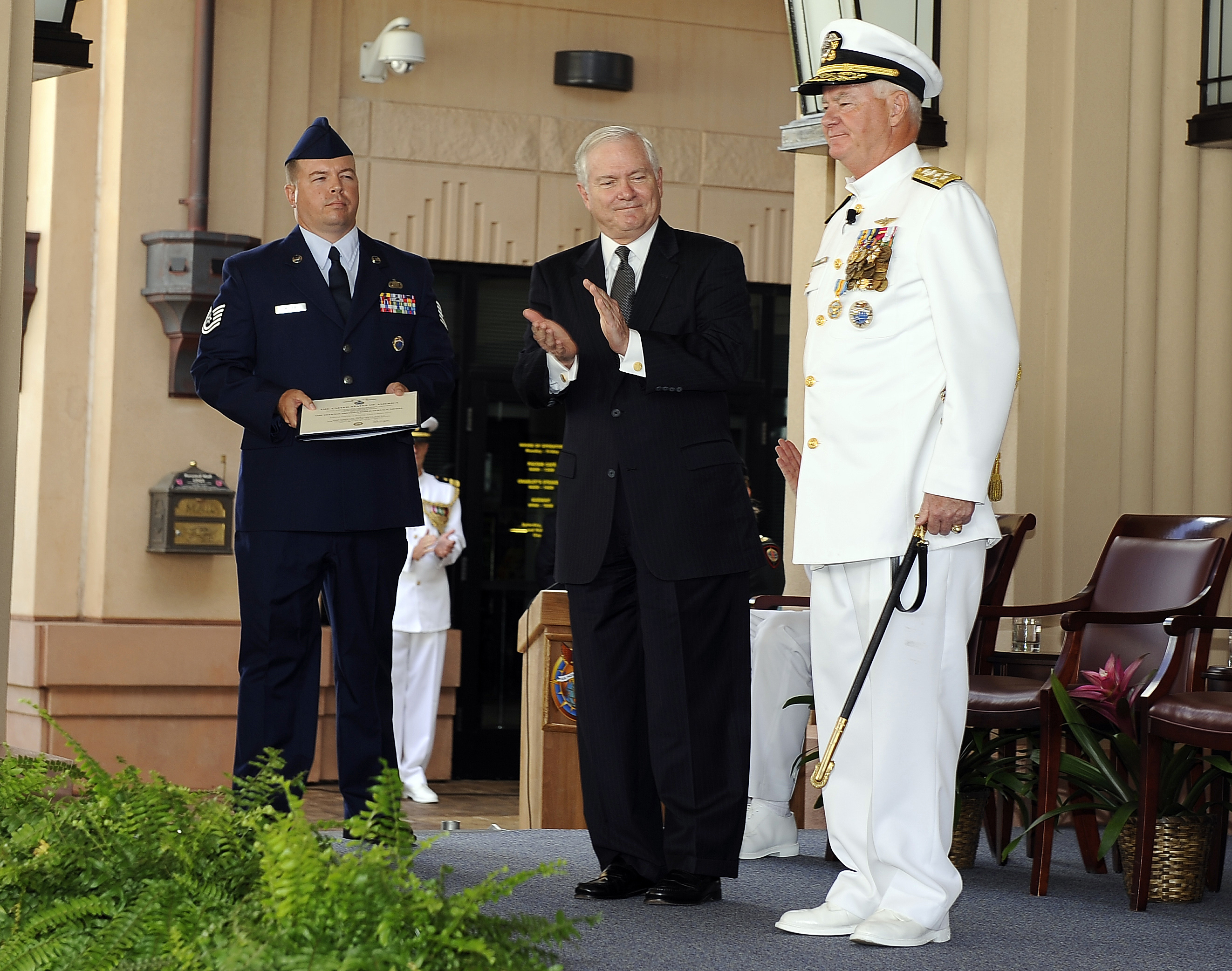
Il Segretario alla Difesa Robert Gates premia l'ammiraglio Timothy J. Keating con la Defense Distinguished Service Medal (2009).

Camp H. M. Smith è una base dei Marines situata circa 10 km a nord di Honolulu, nelle isole Hawaii. Ospita il quartier generale del United States Pacific Command (PACOM), del Special Operations Command Pacific e delle Marine Forces Pacific.
La base, in origine un ospedale della U.S. Navy (Aiea Naval Hospital), in giugno 1955 fu intitolata al generale Holland McTyeire Smith, primo comandante della Fleet Marine Forces Pacific.
Dal febbraio 2012 ne è comandante l'Ammiraglio della U.S. Navy Samuel J. Locklear.